# 9930 Billburrows
A 9930 Billburrows (ideiglenes jelöléssel 1984 CP) a Naprendszer kisbolygóövében található aszteroida. Edward L. G. Bowell fedezte fel 1984. február 5-én.